# Pfarrkirche Ottmanach

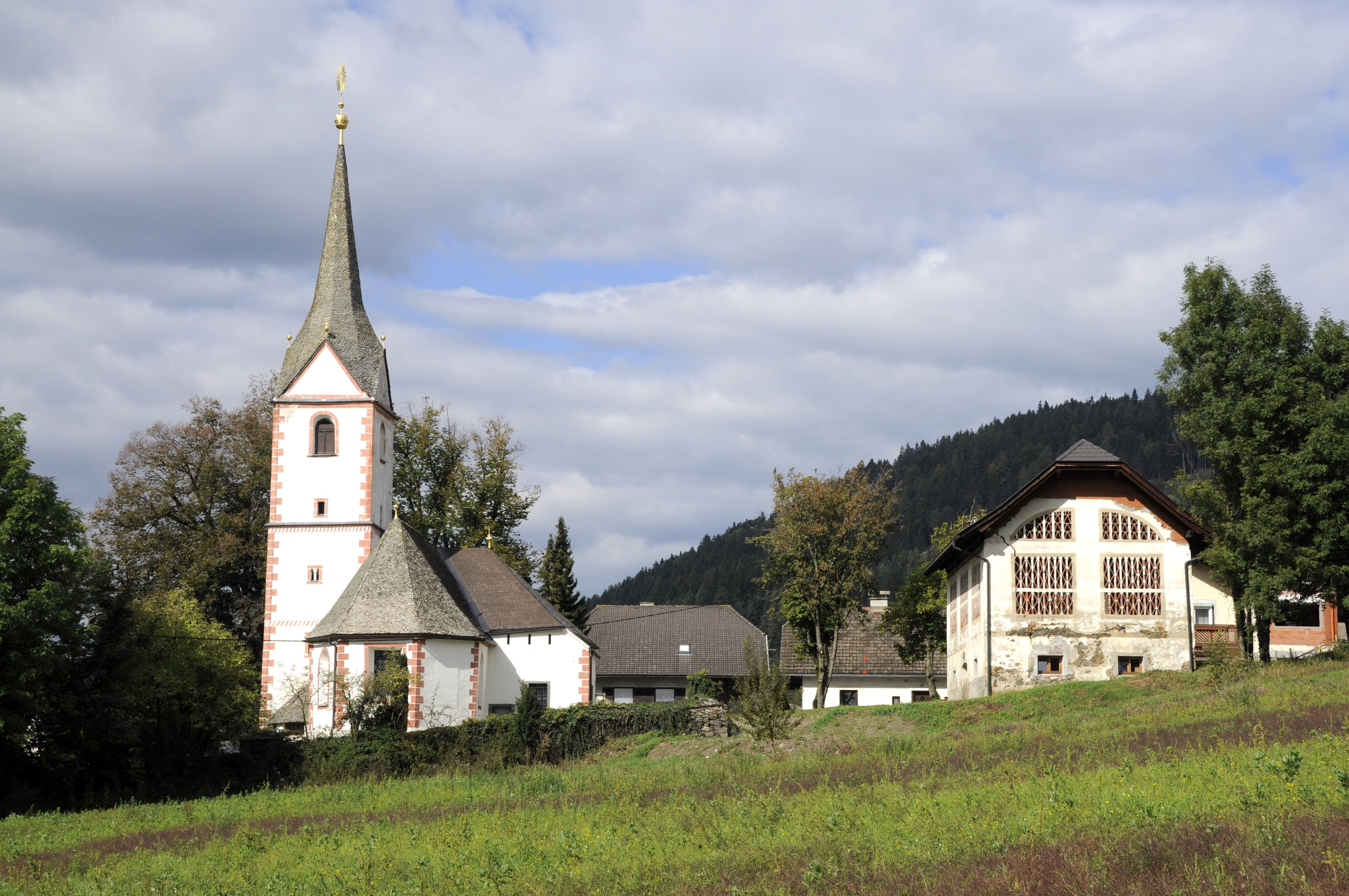
Katholische Pfarrkirche hl. Margaretha in Ottmanach

Die römisch-katholische Pfarrkirche Ottmanach steht am Nordrand der Ortschaft Ottmanach der Marktgemeinde Magdalensberg im Bezirk Klagenfurt-Land in Kärnten. Die dem Patrozinium der Heiligen Margareta von Antiochia unterstellte Pfarrkirche gehört zum Dekanat Tainach/Tinje in der Diözese Gurk-Klagenfurt. Die Kirche steht unter Denkmalschutz (Listeneintrag).

## Geschichte
Die Kirche wurde 1134 urkundlich genannt. 1969/1971 und 1995 fanden Innen- und Außenrestaurierungen statt.

## Architektur
Die im Kern romanische Chorturmkirche wurde mehrfach erweitert und verändert. Das Chorpolygon ist spätgotisch. 1995 wurde bei der Fassadenrestaurierung eine rote Architekturpolychromie mit Eckquadern und Friesen aus dem 18. Jahrhundert freigelegt und teils rekonstruiert.
Der heutige Turm steht südlich vom romanischen quadratischen Chorjoch, der Turm wurde laut Inschrift unter dem Pfarrer Antonius Groschar im zweiten Jahrzehnt des 17. Jahrhunderts erneuert bzw. erbaut, in drei Fenstern des dritten Turmgeschoß sind Säulchen mit romanischen Würfelkapitellen verbaut, die Schallöffnungen sind rundbogig und abgefast, der Turm trägt einen achtseitigen Spitzhelm. Zwischen Turm und Chor steht ein niedriger halbrunder Zubau als Beinhaus. Das zweite und dritte Joch des Langhauses wurde im 18. Jahrhundert durch seitenschiffartigen Anbauten erweitert. Das spätgotische kielbogige Westportal mit einer gotischen Eisenplattentür erhielt in der Mitte des 18. Jahrhunderts eine Vorlaube auf Säulen. Die Dächer der Kirche sind mit Steinplattln gedeckt. Südseitig am Langhaus befindet sich ein romanisches Portal aus wenigen teils rundbogig behauenen Marmorblöcken mit Spuren einer Polychromierung, im barocken Seitenschiffportal befindet sich eine romanische Tür in Sekundärverwendung, mit romanischen Schmiedeeisenbeschlägen mit Spiralen und geradlinigen und welligen Bändern.
Ein Deckengemälde in der Vorhalle zeigt die Vertreibung der Wechsler aus dem Tempel mit 1759.
Das Kircheninnere zeigt im Langhaus ein spätgotisches Sterngratgewölbe dreijochig auf eingezogenen Pfeilern, die zwei östlichen Joche sind beidseits mit rundbogigen Arkaden zu den barocken zweijochigen platzlgewölbten Seitenschiffen geöffnet. Die leicht geschwungene Holzempore mit einem Orgelerker hat eine reich geschmückte Brüstung aus der Mitte des 18. Jahrhunderts. Der rundbogige Triumphbogen hat in der Laibung eine behauenen Stein mit einem Blumenornament. Das ehemalige Turmjoch hinter dem Triumphbogen ist tonnengewölbt. Der anschließende einjochige spätgotische Chor mit einem Fünfachtelschluss hat ein Tonnengewölbe mit Stichkappen. Die Tür zum Turm hat romanische Beschläge mit einer Kalottenreihe und Blechstreifen alternierend, das Turmerdgeschoß ist kreuzgratgewölbt. 

## Einrichtung
Der Hochaltar um 1720/1730 trägt im Hauptgeschoß die Figuren der Heiligen Margaretha, Joachim und Anna, im erneuerten Aufsatz die barocke Figur Johannes Evangelist zwischen Apollonia und einer weiblichen Heiligen.
Der linke Seitenaltar aus der Mitte des 18. Jahrhunderts trägt eine Figur Madonna zwischen den Heiligen Barbara und Katharina. Der rechte Seitenaltar trägt ein Kruzifix aus dem 19. Jahrhundert vor einem Fresko Verdammte im Fegefeuer gemalt von P. Subic 1840, er trägt seitlich die barocken Figuren der Heiligen Maria und Johannes.
Die Kanzel aus dem dritten Viertel des 18. Jahrhunderts wurde von Franz Höcher 1777 gefasst.
Ein ehemaliges Altarbild zeigt die Büßende Maria Magdalena in einem reich geschnitzten Rahmen.
Es gibt Glocken aus der Mitte des 14. Jahrhunderts sowie um 1400. 

## Grabdenkmäler
Außen
- Als Stufe beim Kirchhofeingang ist ein römerzeitliches Architravfragment mit pflanzlichen Reliefschmuck.
- An der südlichen Außenmauer eine römerzeitliche Grabinschrift für C. Iulius Bassus und C. Iulius Praesens.
- Ein eingemauerter Stein zu Benedict Gröblacher 1521.
- Ein Grabstein als Opfertischplatte in der Vorlaube zu einem weiteren Gröblacher 1500.

Innen
- In der Mensa des linken Seitenaltares ein römerzeitliches Schreiberrelief von einem Grabbau.